# IPQI Mártires de Girón
IPQI Mártires de Girón

	Lema:

	n/d

| Fundada      | 1961                               |
| Localización | Atabey, Ciudad de La Habana, Cuba  |
| Alumnado     | 2000 aprox.                        |
| Estudios     | - Química - Informática - Farmacia |

El Instituto Politécnico de Química e Informática Mártires de Girón es una escuela situada en el reparto Atabey, del municipio Playa de Ciudad de La Habana en Cuba.

## Historia
El Instituto Politécnico de Química e Informática, con sede en Ciudad de La Habana, Cuba, es una escuela donde se estudian diferentes especialidades como Química, Farmacia, Procesos Biológicos e Informática.

## Orígenes
Después del triunfo de la revolución lo que fuera la Universidad Católica Santo Tomás de Villanueva (1946-1961) se convirtió en esta escuela de técnicos.

## Importancia
Hoy por hoy es una de las instituciones educacionales más importantes en el país, se ubica en la famosa Quinta Avenida del municipio habanero de Playa en la capital cubana. El triunfo de la revolución cubana fue seguido de una serie de trasformaciones y nacionalizaciones llevadas a cabo por el gobierno de Fidel Castro, la antigua Universidad Católica no fue la excepción, además, debido a la férrea oposición de la iglesia católica al nuevo gobierno, dicha institución, fue la primera institución que nacionalizaron.
La nueva escuela que se le puso el nombre de Mártires de Girón(en honor a los mártires de la invasión norteamericana a Playa Girón). La nueva escuela heredó una excelente estructura que las diferentes administraciones de la escuela han hecho un gran esfuerzo por mantener. Desde la fecha, 1961, esta escuela ha graduado miles de profesionales en las ramas químicas, farmacéuticas y desde el 2001 se introdujo la especialidad de Informática.

## Curiosidad
La arquitectura moderna percibida por arquitectos y urbanistas de la época del movimiento moderno cubano en la década de los años 50 dejó de herencia un legado legítimo y extenso de amplios números de obras de un minimalismo en sus formas arquitectónicas todas dentro de una compleja estructura urbana. El Modernismo Habanero descendiente de la arquitectura de una vida social edificante le dio nacimiento, forma y estructura a una de las más vanguardistas metrópolis cosmopolitas del mundo durante los mediados del siglo XX.
Obra maestra del modernismo cubano, esta edificación en el antiguo campus universitario de la Universidad Católica de Santo Tomás de Villanueva, fue el primer edificio prefabricado construido en Cuba en el año 1959, obra del arquitecto Manuel R. Gutiérrez, AIA Emeritus Premiado por la AIA Florida - 2005 Test of Time Award y funcionó entonces como Los Talleres y Laboratorios de Ingeniera y Mecánica de La Universidad Católica de Santo Tomás de Villanueva. Hoy funciona como una planta de fabricación de medicamentos, almacenes y el departamento de asignaturas biológicas como Microbiología, Farmacología, etc. y sus laboratorios.
El arquitecto Manuel R. Gutiérrez, AIA Emeritus, nació en Artemisa, La Habana en el 1925 y murió en el año 2006 en exilio, en la ciudad de Miami, Florida. Gutiérrez fue uno de los principales artífices de La Habana de los años cincuenta. Precursor del modernismo arquitectónico cubano, en el año 2004 fue otorgado el premio AIA Florida - 2004 Test of Time Award - por ser autor de su obra La Residencia Ingelmo - 1954 en el Nuevo Vedado, La Habana Cuba; en reconocimiento a la vigencia de sus concepciones constructivas.
En 1948, Gutiérrez se graduó de arquitecto en la Universidad de La Habana y luego de ocupar la cátedra de diseño en la Escuela de Arquitectura (1951-1952), pasó a desempeñarse como profesor de la Universidad de Villanueva hasta 1959.La Residencia Ingelmo - 1953 y los Talleres y Laboratorios de Ingeniera y Mecánica de La Universidad Católica de Santo Tomás de Villanueva - 1959, fueron dos de sus grandes obras arquitectónicas bajo la influencia del racionalismo cubano."Mi principio siempre fue resolver las necesidades físicas y espirituales mediante verdades constructivas", dijo Gutiérrez en el año 2004 al recibir su premio otorgado por el AIA de la Florida. 
En el año 1998, durante el Simposio: La Habana y el patrimonio urbano en el siglo XXI, celebrado en el Instituto de San Carlos, Cayo Hueso, Florida - noviembre 13,14, y 15, 1998 - el arquitecto junto a otros arquitectos cubanos en el exilio dieron a conocer la Carta de Cayo Hueso, un documento con recomendaciones esenciales para la futura reconstrucción de La Habana, Cuba.
www.fleitascubacollection.blogspot.com

- Datos: Q5907108